# Thranius basalis
Thranius basalis es una especie de escarabajo longicornio del género Thranius, tribu Thraniini, subfamilia Cerambycinae. Fue descrita científicamente por Pascoe en 1869.

## Descripción
Mide 11-12 milímetros de longitud.

## Distribución
Se distribuye por Indonesia.